# Pentaiodtoluol
Pentaiodtoluol ist eine organische Verbindung aus der Gruppe der Halogenaromaten, konkret ein Toluol, das am aromatischen Ring fünf Iodatome trägt.

## Herstellung
Pentaiodtoluol kann durch Iodierung von Toluol mit elementarem Iod in Gegenwart von Kaliumperoxodisulfat und Schwefelsäure hergestellt werden, wobei ein Gemisch aus Trifluoressigsäure und 1,2-Dichlorethan als Lösungsmittel dient. Eine alternative Synthese ist die Umsetzung von Toluol mit Iod und Periodsäure in konzentrierter Schwefelsäure. Dabei muss ein deutlicher Überschuss an Iod eingesetzt werden, da sonst primär 2,4,5-Triiodtoluol entsteht.

## Reaktionen
Die Iodatome lassen sich leicht nucleophil substituieren. Die Reaktion von Pentaiodtoluol  mit Trifluormethylkupfer oder Trimethyl(trifluormethyl)silan ergibt Pentakis(trifluormethyl)toluol. Die Umsetzung mit Phenylacetylen ergibt 1-Methyl‐2,3,4,5,6‐pentakis(2‐phenylethynyl)benzol.

## Externe Links zu erwähnten Verbindungen
1. ↑  Externe Identifikatoren von bzw. Datenbank-Links zu 2,4,5-Triiodtoluol:  CAS-Nr.: 32704-10-2, PubChem: 13287012, ChemSpider: 74057239, Wikidata: Q134417016.
2. ↑  Externe Identifikatoren von bzw. Datenbank-Links zu Pentakis(trifluormethyl)toluol:  CAS-Nr.: 1018330-43-2, Wikidata: Q134426917.